# Karin Elharrar
Karin Elharrar (hebr.: קארין אלהרר, ur. 9 października 1977 w Kirjat Ono) – izraelska polityk, od 2013 poseł do Knesetu.
W wyborach parlamentarnych w 2013 po raz pierwszy dostała się do izraelskiego parlamentu z listy Jest Przyszłość. W przyśpieszonych wyborach w 2015 ponownie zdobyła mandat poselski. W 2019 uzyskała reelekcję z koalicyjnej listy Niebiesko-Biali.